# Giustino Fortunato
Giustino Fortunato (Rionero in Vulture, 4 settembre 1848 – Napoli, 23 luglio 1932) è stato un politico e storico italiano, fra i più importanti rappresentanti del Meridionalismo.
Studiò i problemi riguardanti la crisi sociale ed economica del sud dopo l'unità nazionale, illustrando nelle sue opere una serie di interventi programmati per fronteggiare la cosiddetta questione meridionale. Durante la sua attività parlamentare, si impegnò nel miglioramento delle infrastrutture, dell'alfabetizzazione e della sanità nel Mezzogiorno, sostenendo politiche di bonifica e profilassi farmacologica.
Il suo pensiero, che toccò aspetti geologici, economici e storici meridionali, esercitò una grande influenza su numerosi meridionalisti e sul panorama politico-culturale del tempo ma, al tempo stesso, fu penalizzato dal suo notorio pessimismo, che lo rendeva sconfortato verso le istituzioni e lo spingeva spesso ad isolarsi dagli schieramenti politici, ricevendo da parte dei suoi detrattori il malevolo nomignolo di "apostolo del nulla". Tuttavia Fortunato considerò il suo pessimismo "una filosofia del costume". Fu, altresì, tra i primi che compresero la minaccia del fascismo e figurò in seguito tra i firmatari del Manifesto degli intellettuali antifascisti.

## Biografia
Nato il 4 settembre 1848 a Rionero in Vulture da Pasquale, avvocato, e Antonia Rapolla, fu discendente di una famiglia di possidenti terrieri, originatasi da Carmelo, emigrato a Rionero da Giffoni Sei Casali nel 1720. La famiglia aveva compiuto nel corso del XVIII secolo una rapida ascesa sociale. Un figlio di Carmelo, Gennaro Fortunato, era stato tra il 1792 ed il 1799 l'ultimo vescovo di Lavello. Suo prozio, Giustino Fortunato senior, ebbe notevoli incarichi burocraticiː fu giudice di pace durante la Repubblica Napoletana, procuratore e intendente sotto Gioacchino Murat e primo ministro del Regno delle Due Sicilie dal 1849 al 1852.
Suo nonno Anselmo (fratello minore di Giustino senior) era un carbonaro, mentre suo padre era fedele alla dinastia borbonica, tanto che, a detta di Fortunato, "non credeva, non immaginava nemmeno l'unità". Durante le reazioni legittimiste (che resero il Vulture uno dei maggiori centri del movimento ribellista), i suoi zii paterni Gennaro e Giuseppe furono arrestati con l'accusa di manutengolismo, essendo la famiglia Fortunato in rapporti con il capobrigante Carmine Crocco e suo padre fu incarcerato per oltraggio all'ufficiale che eseguì il mandato di catturaː tuttavia, il padre e gli zii vennero, poi, scarcerati per insufficienza di prove nel 1862.
Dopo il rilascio del padre, Fortunato, ancora adolescente, si trasferì con la famiglia a Napoli. Compì i primi studi presso il collegio dei Gesuiti e conseguì, in seguito, la laurea in giurisprudenza presso l'università "Federico II" nel 1869 ma, maturando la passione per gli studi storici, non esercitò mai professioni giuridiche. Frattanto si appassionò anche all'arte, all'alpinismo e al giornalismo diventando redattore di due giornali del partito moderato: Unità Nazionale e Patria. Fu allievo di intellettuali come Francesco De Sanctis e Luigi Settembrini e si focalizzò sullo studio della letteratura tedesca, in particolare su Herder e Goethe. Nel 1873, vinse il concorso da Consigliere di Prefettura a Lecce, ma rinunciò all'incarico. Nel 1875, figurò tra i fondatori della Società Napoletana di Storia Patria. Nel 1880, Fortunato debuttò in politica, candidandosi alle elezioni per il collegio di Melfi.
In occasione del terremoto di Casamicciola del 28 luglio 1883, si trovava presso l'Albergo della Sentinella, da dove "giunse a venir fuori illeso... ed imbarcatosi sul Tifeo, recò alla Prefettura di Napoli il triste annunzio". Nello stesso evento si rese protagonista del salvataggio di un villeggiante, il sig. Du Martean, che "fu salvato con uno sforzo quasi sovrumano".
Durante la sua attività parlamentare, divenne noto per essere un deputato scrupoloso nei suoi programmi e, benché di idee liberal-conservatrici, di giudizio svincolato e molto spesso in contrasto con entrambi gli schieramenti politici. Nello stesso periodo strinse rapporti di amicizia con molte personalità, tra cui Nicola Mameli, Napoleone Colajanni, Sidney Sonnino e in particolare Benedetto Croce, il quale dedicherà a Fortunato la sua opera Cultura e vita morale in segno di profonda stima. Insieme a Leopoldo Franchetti, fondò l'Associazione per gli interessi del Mezzogiorno, di cui fu presidente onorario dal 1918 fino alla morte, e per questo si batté in Parlamento: una delle sue tante proposte fu quella di costruire le ferrovie ofantine che, secondo il progetto, dovevano passare anche per il suo paese natale, Rionero.

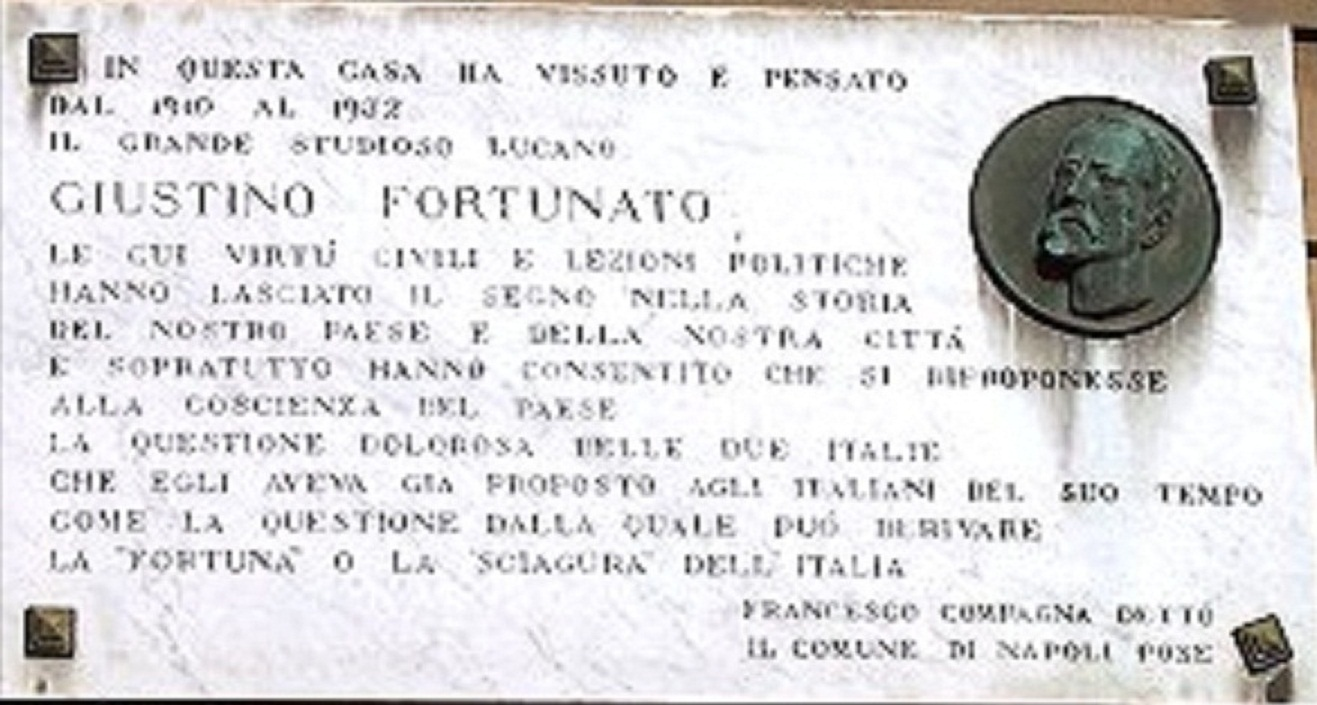
Targa a Giustino Fortunato (Via Vittoria Colonna 14, Napoli)

A causa però del suo carattere scettico, polemico e forse eccessivamente delicato, rifiutò diversi incarichi ministeriali. Ricoprì la mansione di segretario alla presidenza della Camera dal 1886 al 1897 e fu nominato senatore nel 1909. Gli ultimi anni furono tristi: dovette allontanarsi dal suo paese natio a causa dell'incomprensione dei concittadini e di alcuni incidenti che gli mostrarono l'ingratitudine del popolo, come ad esempio nel 1917, quando venne accoltellato da un soldato in licenza a Rionero, che lo accusava di aver appoggiato la guerra. Suo fratello Ernesto, a cui era molto legato, morì nel 1921.
Fortunato lasciò la politica attiva nel 1919, ritornando a Napoli per dedicarsi agli studi economici e sociali, resi difficoltosi dalle sue precarie condizioni di salute per via di una grave malattia alla vista. Entrò anche in contatto con nuove generazioni di politici e antifascisti da cui appresero insegnamenti come Piero Gobetti, Guido Dorso, Umberto Zanotti Bianco, Nello Rosselli, Manlio Rossi Doria e Giorgio Amendola. Con l'instaurazione del regime fascista, Fortunato cercò di mantenere in vita il suo impegno meridionalista e, in clandestinità, cercò di divulgare i suoi pensieri antifascisti. In questo periodo, scrisse il saggio Nel regime fascista (1926) che, onde evitare il pericolo della censura, fu stampato in poche copie e distribuito agli amici più intimi.
Nel 1930, nella sua residenza napoletana invitò un giovane Indro Montanelli, al tempo redattore di un piccolo quindicinale fiorentino, con cui tenne un discorso sulla questione meridionale. Montanelli lo definirà anni dopo «il più grande e illuminato studioso del Meridione».
Fortunato morì a Napoli il 23 luglio 1932.
Nel 2006, gli è stata dedicata l'Università telematica Giustino Fortunato, con sede a Benevento. A lui è intitolata anche la Biblioteca di Studi meridionali "Giustino Fortunato" di Roma, fondata nel 1923 con il contributo dello stesso Fortunato.

## L'uomo e il pensatore

Il giovane Giustino Fortunato

Le case dei Fortunato a Napoli, Rionero in Vulture e Gaudiano (frazione di Lavello) erano rinomati e ospitali luoghi d'incontro di intellettuali come Benedetto Croce, Francesco Saverio Nitti, Gaetano Salvemini. Egli e il fratello Ernesto, l'uno da uomo politico, attivo ben oltre il mandato parlamentare, l'altro da imprenditore, coltivarono per tutta una vita, quasi simbioticamente, ambizioni egemoniche oltre i confini della Basilicata.
Ernesto praticamente provando la non ineluttabilità del carattere assistito dell'impresa agricola meridionale e la possibilità di diffondere, con gli spiriti imprenditoriali, un diverso sistema di relazioni sociali e umane con il lavoro contadino e bracciantile; Giustino, mirando al problema di una riforma delle classi dirigenti del paese, come problema soprattutto delle sue campagne, dove solo una moderna capacità produttiva dei ceti agrari poteva garantire la civilizzazione delle masse contadine, e offrire un solido retroterra a qualunque ipotesi di sviluppo.
Di sentimenti politici moderati e conservativamente riformatori, Fortunato fu vicino agli intellettuali napoletani di Destra e per sempre ostile alla Sinistra. Il suo conservatorismo non era grettamente chiuso nella difesa dei più retrogradi rapporti sociali, ma si apriva ad una visione riformistica che non intendeva negare, bensì superare la "questione sociale". Quindi un più incisivo intervento dello Stato, reso capace di fondarsi su un più ampio consenso delle masse essenzialmente contadine, e non ridotto al ruolo di semplice repressione.
Sforzo egemonico e oculate riforme, secondo il modello conservatore inglese; invece che mero dominio e conservazione dello status quo. Le conoscenze delle condizioni economico-sociali delle province meridionali, compiute attraverso continue esperienze "pedestri", e il giudizio critico per certe forme dell'azione politica, maturato nella pratica giornalistica di parte, condurranno presto Fortunato ad un'analisi spietata, ma realistica, delle responsabilità di una classe dominante priva delle necessarie qualità e attitudini per essere classe progressivamente dirigente.
Sul piano generale era un fervido assertore del parlamentarismo, contro le tentazioni autoritarie di rafforzare il potere esecutivo sul legislativo. Criticò le avventure coloniali del Regno d'Italia e l'intervento nella prima guerra mondiale; intuì subito la nefasta natura del fascismo, dissentendo in ciò da molti intellettuali dell'epoca, come Nitti, Croce, Salvemini, Gramsci e Kuliscioff che in principio non percepivano le gravi conseguenze che avrebbe portato. Egli comprese sin dal principio che il fascismo non fosse una via della restaurazione dello Stato liberale, rovinato da quattro anni di violenze e disordini.
Per Fortunato il fascismo non era una "rivoluzione" ma una "rivelazione", una rivelazione della sua natura, non una "fugace comparsa" ma la "più incredibile, terribile tragedia", dovuta non al semplice sopravvento dello squadrismo ma alla debolezza della classe dirigente, poiché il fascismo era "la risultante delle deficienze morali e delle incapacità secolari della borghesia italiana".
Fortunato difese il nome della sua terra Basilicata, contrariamente ad alcuni suoi conterranei che dibatterono sul ripristino dell'antico toponimo Lucania. Fu particolarmente accesso il confronto con Decio Albini, che risollevò la questione che vide contrapporsi, decenni prima, Giacomo Racioppi e Michele Lacava, i quali difendevano, rispettivamente, i nomi Basilicata e Lucania. Fortunato disse:
(Giustino Fortunato)
Inoltre considerò basilicatese "il vero corretto nostro aggettivo", in contrapposizione a lucano, tuttora denominazione ufficiale degli abitanti della Basilicata.

### L'educatore

Da sinistra: Sidney Sonnino, Nicola Mameli e Giustino Fortunato

Nel 1898 Giustino Fortunato, nei locali dell'Istituto Universitario di Igiene di Roma, aveva fondato la Società per gli studi sulla malaria insieme a Benedetto Croce e Leopoldo Franchetti, con il contributo finanziario anche delle Società Ferroviarie, adriatica, mediterranea, sicule della Banca d'Italia e della romana Società immobiliare. Fortunato fu eletto Presidente della Società, che si avvaleva soprattutto delle ricerche scientifiche di Angelo Celli, igienista, e di Giambattista Grassi, zoologo, ambedue professori dell'università di Roma.
Intorno all'attività di cura dei malarici, Fortunato mobilitò una schiera di medici di base. Fino al 1900, nella sola Basilicata, i morti per la malaria furono circa 1500 ogni anno. A Lavello, nella azienda agricola di Fortunato, la malaria era sotto controllo non solo per intensive opere di bonifica idraulica e agraria, messe in opera dal fratello Ernesto, ma anche perché costui, già dal suo arrivo in azienda, comprava a sue spese dalla farmacia Kernot di Napoli il chinino che veniva somministrato ai contadini.
Fortunato, insieme a Leone Wollemborg, Angelo Celli, Leopoldo Franchetti e Francesco Guicciardini, riuscì a far approvare la legge 505 del 23-12-1900, che garantiva il Chinino a basso prezzo, ne prevedeva la vendita nei monopoli e nelle farmacie, apriva laboratori statali di profilassi antimalarica. È storia nota l'impegno di Fortunato per la costruzione dell'Istituto Tecnico di Melfi che, dopo essere arrivato a quattro sezioni nel 1892, compresa la prestigiosa sezione fisico matematica, ottenne la "statalizzazione" nel 1904, nell'ambito della legge speciale per la Basilicata. A sue spese, Fortunato volle aprire due asili costruiti da Marcello Piacentini: uno a Lavello, dedicato nel 1923 al fratello Ernesto; uno a Rionero, dedicato alla madre Antonia e nel 1924 inaugurato da Padre Semeria, amico e frequente suo ospite nella casa napoletana.

### Lo storico

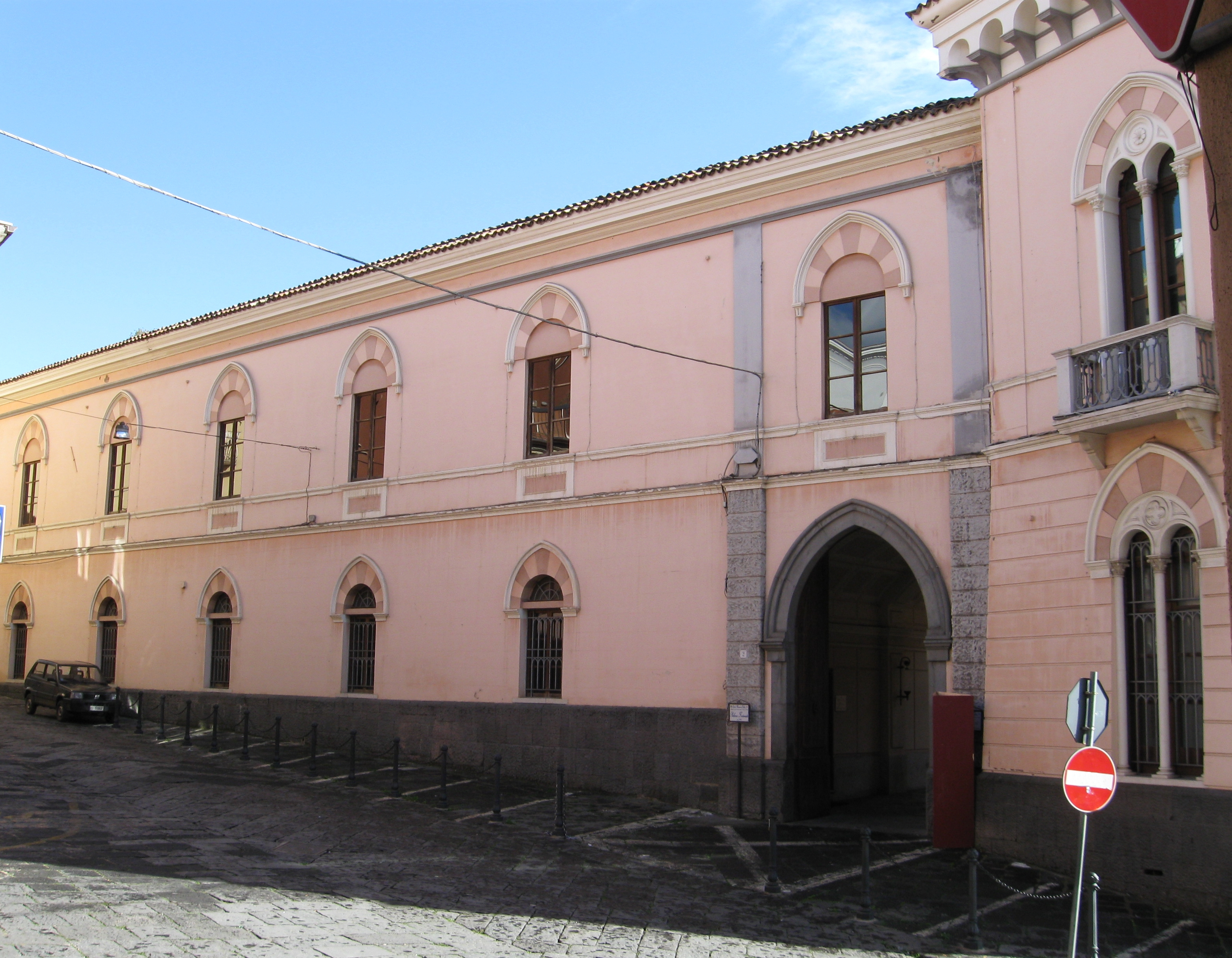
Il Palazzo di Giustino Fortunato a Rionero in Vulture

All'attività parlamentare, allo studio dei problemi sociali ed economici, volle e seppe trovar sollievo e ristoro nelle ricerche storiche. A conferma della sua passione di letterato e studioso, la sua casa di Napoli si trasformò, per molti anni, in "salotto letterario" frequentato da studiosi, politici, intellettuali del tempo. Si prefisse di svelare il passato di una terra emarginata, creduta priva di storia, fiaccata da secoli di dominazione straniera; non fu il cultore di piccole glorie da campanile, ma inquadrò i suoi resoconti nel più ampio contesto storico del tempo.
Lo scopo ultimo è dichiarato: "Un regime di libertà, nel mondo moderno, non è assolutamente compatibile se non col benessere delle moltitudini. [...] Educhiamo quindi l'uomo, tutti gli uomini della terra che ci vide nascere e ci nutrisce, — schiavi, se non più del peccato, della materia, — e confidiamo nell'avvenire". Il metodo di Fortunato fu di indagare negli archivi, confrontarsi con una nutrita bibliografia storica, analizzare documenti, dai quali si era proposto di cavare la veridica storia del brigantaggio nelle province meridionali.
Come storico era anche molto critico nei confronti del Regno delle Due Sicilie, del quale criticava la politica di spesa, rivolta soprattutto alle forze armate, mentre si spendeva molto meno per tutti gli altri servizi pubblici, anche se le tasse pagate nel Regno delle Due Sicilie erano solo di un quinto inferiori a quelle pagate nel Piemonte sabaudo, la cui privata ricchezza, secondo il meridionalista, molto superava quella del meridione.

Riservò grande attenzione anche al Medioevo, età cruciale per i destini delle province meridionali, e quindi al monachesimo bizantino e latino, all'avvento dei normanni, a Federico II, alle dominazioni angioina e aragonese. "Dopo tutto, ben altro è stato il mio intendimento: questo, cioè, che lo studio della storia valga un bel nulla, quale che sia il suo campo, se essa non serva a farci ritrovare nel passato e apprendervi la ragione del presente". Vasto quadro che il Fortunato disegnò a grandi linee e a vivaci colori.
L'abilità sua di narratore erudito insieme e spigliato gli permise di congiungere agevolmente i grandi avvenimenti e le figure della storia generale con gli umili casi e gli umili personaggi. Lo stile fu di offrire tali dati al lettore e commentarli in forma più scorrevole, quasi in forma di romanzo. Il linguaggio, talvolta ostico e dotto anche per i suoi contemporanei, dopo il primo impatto risultava espressivo e avvincente.

## Il politico
(Giustino Fortunato 2 settembre 1899, lettera a Pasquale Villari)
Come meridionalista attribuiva le cause dei problemi del meridione ai secoli di storia antecedenti all'unità, precisando che nel 1860 la situazione economica del Regno delle Due Sicilie non era migliore di quella degli altri stati preunitari, né le imposte sempre minori. Egli criticava il sistema doganale, definito “medievale” e l'elevatissima spesa militare borbonica, mentre il regno mancava di scuole, strade, approdi marittimi e di un sistema moderno di trasporti.

Giustino Fortunato ottantenne

Percorrendo la terra meridionale si rese conto di quanto poco fosse amica dell'uomo per motivi climatici e topografici, sfatando il luogo comune che vedeva il Meridione paradiso popolato da diavoli e da inetti. Il suo nome è legato alla questione meridionale, tanto che parlò per la prima volta alla Camera a favore dei contadini del Mezzogiorno e sulla questione demaniale. Sono degni di nota i discorsi contro la riduzione del numero delle preture (dannosa per il sud Italia); contro il reclutamento territoriale; contro la riforma delle forze armate in quanto era "meglio avere dieci corpi di esercito più solidi, ben equipaggiati che averne dodici imperfettamente addestrati".
Poste in questi termini, le sue censure ai provvedimenti per l'esercito possono sembrare ispirate da quello che si suole chiamare pacifismo. Non del tutto esatto: se da un lato era a favore della neutralità dell'Italia, dall'altro era pronto a giustificare un'azione bellica nel caso fosse inevitabile, a questo proposito scrisse, congedandosi dagli elettori nel 1912: "L'Italia bisognerà che sia militarmente così forte da non subire nessuna imposizione, e tanto preparata alla guerra da evitarla con onore e, se provocata, ad accettarla con sicuro animo". L'elenco dei temi più importanti e più ampiamente svolti nella Camera non darebbe notizia compiuta dell'attività di Giustino Fortunato deputato.
Ne trattò molti anche quando se ne presentava l'occasione: il gioco del lotto, la condotta delle autorità dopo il terremoto di Casamicciola, dal quale egli era miracolosamente scampato, il bonificamento, la malaria. Fuori dalla Camera promosse la fondazione della Società per gli studi della malaria e ne fu presidente; dentro e fuori tanto fece affinché fosse votata la legge per la vendita del chinino, farmaco utile per la guarigione dalla malattia.
Dopo quasi un quarto di secolo di vita parlamentare, nel 1909 annunciò il suo congedo "con la coscienza di avere per ventinove anni consacrato al delicato ufficio quanto ebbe di intelletto e di volontà, e con l'orgoglio di lasciarlo moralmente sano e amministrativamente libero come nessuno altro in Italia. Il 4 aprile di quell'anno fu nominato senatore e alcuni giudizi di Pasquale Villari gli diedero l'occasione di esporre le sue opinioni circa l'emigrazione meridionale.
Ma la sua salute non più sana non gli permise di essere assiduo alle sessioni del Senato. Nel 1915, 221 senatori approvarono la guerra così come Giustino Fortunato, che inizialmente era per la neutralità assoluta ma, in seguito alle parole di Antonio Salandra, si convinse dell'intervento.

## Opere principali
- Ricordi di Napoli, Milano, Treves, (1874).
- L'Istituto Tecnico di Melfi: documenti, Roma, Tip. Botta, (1881).
- I morti di Picerno: 10 maggio 1799, Roma, Tip. eredi Botta, (1882).
- Notizie storiche della Valle di Vitalba, Trani, Vecchi, (1898) (comprende 1: I feudi e i casali di Vitalba ne' secoli 12. e 13; 2: Santa Maria di Vitalba : con 50 documenti inediti; 3: Santa Maria di Perno; 4: Rionero medievale : con 26 documenti inediti; 5: Il castello di Lagopesole; 6: La badia di Monticchio : con 71 documenti inediti).
- Il 1799 in Basilicata: nota cronologica, in "Archivio Storico per le Provincie Napoletane", a. XXIV (1899), fasc. 2.
- Il Mezzogiorno e lo Stato italiano. Discorsi politici, 1880-1910, Bari, Laterza, 1911.
- Ferdinando Petruccelli della Gattina (con ritratto), in "Nuova antologia di lettere, scienze ed arti", Serie 5 (1913), v. 166, pp. 363–377.
- Riccardo da Venosa e il suo tempo, Trani, Vecchi e C., (1918).
- Pagine e ricordi parlamentari, I, Bari, Laterza, (1920); II, Firenze, A. Vallecchi, (1927).
- Rileggendo Orazio, in "Nuova antologia di lettere, scienze ed arti", Serie 6 (1924), v. 236, pp. 289–308.
- Le ultime ore di Gioacchino Murat, in "Nuova antologia di lettere, scienze ed arti", Serie 6 (1925), v. 241, pp. 3–16.
- Nel regime fascista (1926)
- Le strade ferrate dell'Ofanto, 1880-97, Firenze, Vallecchi, (1927).
- Appunti di storia napoletana dell'Ottocento, Bari, Gius. Laterza & Figli, (1931).
- Carteggio tra Giustino Fortunato e Umberto Zanotti-Bianco, Roma, Collezione meridionale editrice, (1972).
- Carteggio, a cura di E. Gentile, Roma-Bari, Laterza, (1978-1981).
- Giustino Fortunato e il Senato. Carteggio, 1909-1930, Soveria Mannelli, Rubbettino, (2003).
- Giustino Fortunato e le due Italie, Potenza, Villani Libri, G. Corrado, (2021)